# 辛甫
辛甫（1919年1月—2015年12月21日），河北故城前黄村人。1939年4月参加革命工作，1939年6月加入中国共产党。
抗日战争期间，先后担任冀南故城县青年救国会组织部长、主任；故城县民运部长、抗联主任等职务。解放战争期间，曾任冀南党校总务科长、冀南高唐县委副书记、刘邓补训团副政委、冀南夏津县委书记等职务。
1948年12月随部队南下，1949年6月，任共青团湖南省委副书记。
1950年2月，调武汉工作，先后任共青团中南工委青农部部长、共青团武汉市委书记等职。
1954年12月起，先后在中共武汉市委宣传部、武汉机床厂、市委组织部、武汉市委、市政协等单位工作：其间，1957年12月至1959年8月，任中共武汉市委宣传部部长兼文化局长。
1964年4月至1967年3月，任中共武汉市委组织部部长。
1978年8月至1979年3月，任中共武汉市委秘书长；1979年3月至1982年12月，任中共武汉市委副书记。
1982年12月至1983年4月，任中共武汉市委书记；1983年4月至1988年2月，任武汉市政协主席。1988年2月，任湖北省顾问委员会常委。
1996年2月离休。
2015年12月21日10时05分逝世。